# Муринець Раїса Парфентіївна
Раї́са Парфе́нтіївна Мурине́ць (1916 , Руда, Кам'янець-Подільський повіт, Подільська губернія, Російська імперія  — невідомо ) — українська селянка, радянський діяч. Депутат Верховної Ради УРСР 1-го скликання (з 1938).

## Біографія
Народилася 1916 року в родині селянина-бідняка в селі Руда, тепер Кам'янець-Подільський район, Хмельницька область, Україна.
З 1930 року — колгоспниця, а з 1935 року — ланкова буряківницької ланки колгоспу імені Кірова села Руда Кам'янець-Подільського району Кам'янець-Подільської області. Збирала високі врожаї кукурудзи, пшениці та цукрових буряків.
26 червня 1938 року обрана депутатом Верховної Ради УРСР 1-го скликання по Кам'янець-Подільській виборчій окрузі № 9 Кам'янець-Подільської області.
З початком німецько-радянської війни залишилася на окупованій території, не пізніше 1944 року вивезена нацистами на примусові роботи в Німеччину.
Подальша доля невідома.